# Potash et Perlmutter

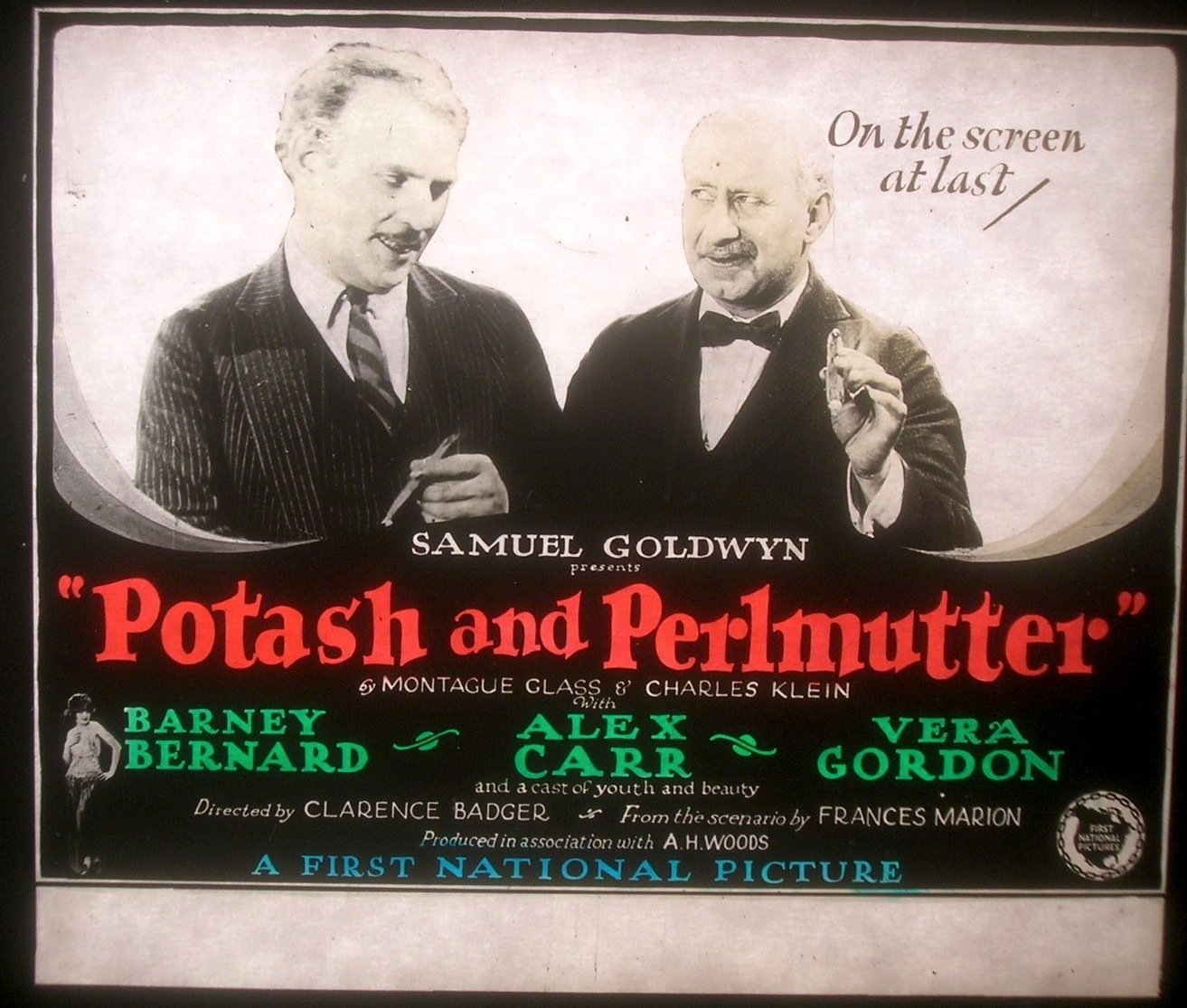
Annonce pour le film

Potash et Perlmutter (titre original : Potash and Perlmutter) est un film américain muet réalisé par Clarence G. Badger et sorti en 1923. Il est adapté d'une comédie juive de Broadway, elle-même adaptée d'un livre de Montague Glass. Il est notable pour être le premier film produit par Samuel Goldwyn en tant que producteur indépendant. Il a produit trois films avec ce titre, celui de 1923 étant le premier des trois.

## Fiche technique
- Titre original : Potash and Perlmutter
- Réalisateur : Clarence G. Badger
- Scénario : Frances Marion, Montague Glass
- Producteur : Samuel Goldwyn
- Société de production : Samuel Goldwyn Productions
- Distributeur : Associated First National
- Format : 1.33 : 1  - 35 mm
- Genre : Comédie
- Muet
- Noir et blanc
- Durée : 80 minutes
- Date de sortie : 6 septembre 1923

## Distribution

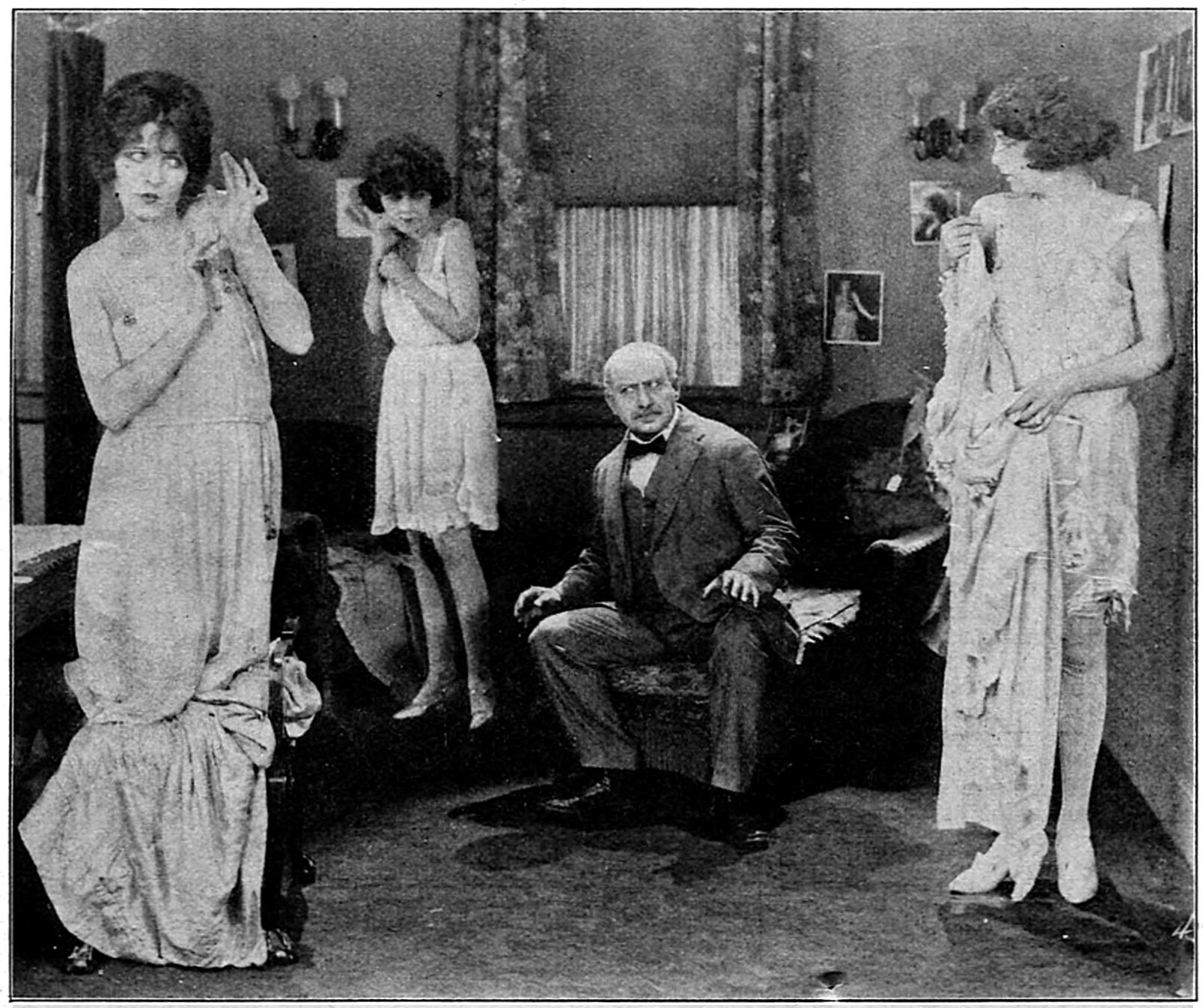
Une scène du film, avec l'acteur Barney Bernard.

- Alexander Carr : Morris Perlmutter
- Barney Bernard (en) : Abe Potash
- Vera Gordon : Rosie Potash
- Martha Mansfield : The Head Model
- Ben Lyon : Boris Andrieff
- Edouard Durand : Feldman
- Hope Sutherland : Irma Potash
- De Sacia Mooers : Ruth Goldman
- Jerry Devine : The Office Boy
- Lee Kohlmar : Pasinsky
- Leo Donnelly : le vendeur